# Терофита
Терофита (од грч. θέρος – „лето”, и грч. φυτόν – „биљка”) је једна од животних форми биљака по Раункијеровом систему. То су једногодишње зељасте биљке које неповољан (зимски или сушни) период године преживљавају у форми семена или спора, заштићених у суптрату (земљишту, муљу или води).
Релативно мала количина резервних материја у семенима и спорама не дозвољава развој терофита у областима са врло кратким вегетационим периодом.